# آلفرد هامرلینک
آلفرد هامرلینک (انگلیسی: Alfred Haemerlinck; ۲۷ سپتامبر ۱۹۰۵ – ۱۰ ژوئیهٔ ۱۹۹۳) دوچرخه‌سوار اهل بلژیک بود.